# Lo Tossalet (Tremp)
Lo Tossalet és un turó de 740,6 metres d'altitud que es troba a l'antic municipi de Sapeira, de l'Alta Ribagorça, ara del terme de Tremp, a la comarca del Pallars Jussà.
És un turó situat al sud-est de la Ribereta, a llevant del Mas de Salvador, i al nord-oest del Tossal Llong.